# 8e étape du Tour de France 2024
Pour un article plus général, voir Tour de France 2024.
La 8e étape du Tour de France 2024 se déroule le samedi 6 juillet 2024 entre Semur-en-Auxois en Côte-d'Or et Colombey les Deux Églises en Haute-Marne, sur une distance de 183,4 kilomètres.

## Parcours
Depuis la pittoresque cité médiévale de Semur-en-Auxois, cette étape vallonnée quitte la Bourgogne pour finir par prendre une orientation globale vers le nord et rejoindre la Haute-Marne. Les coureurs franchissent cinq côtes répertoriées (trois comme col de 4e catégorie et deux de 3e catégorie), passent par la ville de Chaumont après 146 kilomètres de course et arrivent après les trois derniers kilomètres de la ligne droite finale, en léger faux plat montant, au village de Colombey les Deux Églises (environ 680 habitants). L'ancienne commune de Colombey-les-Deux-Églises est célèbre pour avoir été le lieu de résidence du Général de Gaulle jusqu'à son décès en 1970 et où se trouve sa sépulture.

## Déroulement de la course
Très rapidement, trois coureurs s'extirpent du peloton et font la course en tête : les coéquipiers de la formation EF Education Stefan Bissegger et Neilson Powless ainsi que le porteur du maillot à pois Jonas Abrahamsen (Uno X). Après une trentaine de kilomètres, Abrahamsen s'isole en tête de la course lors de la montée de la deuxième côte de la journée. Le Norvégien accroît régulièrement son avance sur le peloton pour compter un maximum de six minutes. Ensuite, le peloton hausse le rythme et reprend le fuyard à 14 kilomètres de l’arrivée. La victoire se joue au sprint en légère côte où le maillot vert érythréen Biniam Girmay s'impose pour la seconde fois sur ce Tour devant les Belges Jasper Philipsen et Arnaud De Lie.

## Résultats
Cette section présente les résultats et prix obtenus au cours de l'étape.

### Classement de l'étape
| Classement de la 8e étape | Classement de la 8e étape | Classement de la 8e étape | Classement de la 8e étape | Classement de la 8e étape |
|                           | Coureur                   | Pays                      | Équipe                    | Temps                     |
| ------------------------- | ------------------------- | ------------------------- | ------------------------- | ------------------------- |
| 1er                       | Biniam Girmay             | Érythrée                  | Intermarché-Wanty         | en 4 h 4 min 50 s         |
| 2e                        | Jasper Philipsen          | Belgique                  | Alpecin-Deceuninck        | + 0 s                     |
| 3e                        | Arnaud De Lie             | Belgique                  | Lotto Dstny               | + 0 s                     |
| 4e                        | Pascal Ackermann          | Allemagne                 | Israel-Premier Tech       | + 0 s                     |
| 5e                        | Marijn van den Berg       | Pays-Bas                  | EF Education-EasyPost     | + 0 s                     |
| 6e                        | Ryan Gibbons              | Afrique du Sud            | Lidl-Trek                 | + 0 s                     |
| 7e                        | Anthony Turgis            | France                    | TotalEnergies             | + 0 s                     |
| 8e                        | Fred Wright               | Royaume-Uni               | Bahrain Victorious        | + 0 s                     |
| 9e                        | Alex Aranburu             | Espagne                   | Movistar                  | + 0 s                     |
| 10e                       | Remco Evenepoel           | Belgique                  | Soudal Quick-Step         | + 0 s                     |
| modifier                  |                           |                           |                           |                           |

### Bonifications en temps
|   | Coureur          | Pays     | Équipe             | Secondes |
| - | ---------------- | -------- | ------------------ | -------- |
| 1 | Biniam Girmay    | Érythrée | Intermarché-Wanty  | 10 s     |
| 2 | Jasper Philipsen | Belgique | Alpecin-Deceuninck | 6 s      |
| 3 | Arnaud De Lie    | Belgique | Lotto Dstny        | 4 s      |

### Points attribués
| Sprint intermédiaire Lamargelle (km 59) | Sprint intermédiaire Lamargelle (km 59) | Sprint intermédiaire Lamargelle (km 59) | Sprint intermédiaire Lamargelle (km 59) | Sprint intermédiaire Lamargelle (km 59) |
| --------------------------------------- | --------------------------------------- | --------------------------------------- | --------------------------------------- | --------------------------------------- |
|                                         | Coureur                                 | Pays                                    | Équipe                                  | Point(s)                                |
| 1er                                     | Jonas Abrahamsen                        | Norvège                                 | Uno-X Mobility                          | 20                                      |
| 2e                                      | Biniam Girmay                           | Érythrée                                | Intermarché-Wanty                       | 17                                      |
| 3e                                      | Gerben Thijssen                         | Belgique                                | Intermarché-Wanty                       | 15                                      |
| 4e                                      | Jasper Philipsen                        | Belgique                                | Alpecin-Deceuninck                      | 13                                      |
| 5e                                      | Bryan Coquard                           | France                                  | Cofidis                                 | 11                                      |
| 6e                                      | Arnaud Démare                           | France                                  | Arkéa-B&B Hotels                        | 10                                      |
| 7e                                      | Sam Bennett                             | Irlande                                 | Decathlon-AG2R La Mondiale              | 9                                       |
| 8e                                      | Arnaud De Lie                           | Belgique                                | Lotto Dstny                             | 8                                       |
| 9e                                      | Ryan Gibbons                            | Afrique du Sud                          | Lidl-Trek                               | 7                                       |
| 10e                                     | Anthony Turgis                          | France                                  | TotalEnergies                           | 6                                       |
| 11e                                     | Mike Teunissen                          | Pays-Bas                                | Intermarché-Wanty                       | 5                                       |
| 12e                                     | Marco Haller                            | Autriche                                | Red Bull-Bora-Hansgrohe                 | 4                                       |
| 13e                                     | Laurenz Rex                             | Belgique                                | Intermarché-Wanty                       | 3                                       |
| 14e                                     | Daniel McLay                            | Royaume-Uni                             | Arkéa-B&B Hotels                        | 2                                       |
| 15e                                     | Pavel Sivakov                           | France                                  | UAE Team Emirates                       | 1                                       |
| modifier                                |                                         |                                         |                                         |                                         |

| Arrivée d'étape Colombey-les-Deux-Églises (km 183,4) | Arrivée d'étape Colombey-les-Deux-Églises (km 183,4) | Arrivée d'étape Colombey-les-Deux-Églises (km 183,4) | Arrivée d'étape Colombey-les-Deux-Églises (km 183,4) | Arrivée d'étape Colombey-les-Deux-Églises (km 183,4) |
| ---------------------------------------------------- | ---------------------------------------------------- | ---------------------------------------------------- | ---------------------------------------------------- | ---------------------------------------------------- |
|                                                      | Coureur                                              | Pays                                                 | Équipe                                               | Point(s)                                             |
| 1er                                                  | Biniam Girmay                                        | Érythrée                                             | Intermarché-Wanty                                    | 50                                                   |
| 2e                                                   | Jasper Philipsen                                     | Belgique                                             | Alpecin-Deceuninck                                   | 30                                                   |
| 3e                                                   | Arnaud De Lie                                        | Belgique                                             | Lotto Dstny                                          | 25                                                   |
| 4e                                                   | Pascal Ackermann                                     | Allemagne                                            | Israel-Premier Tech                                  | 20                                                   |
| 5e                                                   | Marijn van den Berg                                  | Pays-Bas                                             | EF Education-EasyPost                                | 18                                                   |
| 6e                                                   | Ryan Gibbons                                         | Afrique du Sud                                       | Lidl-Trek                                            | 16                                                   |
| 7e                                                   | Anthony Turgis                                       | France                                               | TotalEnergies                                        | 14                                                   |
| 8e                                                   | Fred Wright                                          | Royaume-Uni                                          | Bahrain Victorious                                   | 12                                                   |
| 9e                                                   | Alex Aranburu                                        | Espagne                                              | Movistar                                             | 10                                                   |
| 10e                                                  | Remco Evenepoel                                      | Belgique                                             | Soudal Quick-Step                                    | 8                                                    |
| 11e                                                  | Søren Kragh Andersen                                 | Danemark                                             | Alpecin-Deceuninck                                   | 6                                                    |
| 12e                                                  | Alexander Kristoff                                   | Norvège                                              | Uno-X Mobility                                       | 5                                                    |
| 13e                                                  | Tadej Pogačar                                        | Slovénie                                             | UAE Team Emirates                                    | 4                                                    |
| 14e                                                  | Nikias Arndt                                         | Allemagne                                            | Bahrain Victorious                                   | 3                                                    |
| 15e                                                  | Clément Russo                                        | France                                               | Groupama-FDJ                                         | 2                                                    |
| modifier                                             |                                                      |                                                      |                                                      |                                                      |

### Cols et côtes
| Côte de Vitteaux (km 24,1) 3e catégorie (2,0 km à 7,3 %) | Côte de Vitteaux (km 24,1) 3e catégorie (2,0 km à 7,3 %) | Côte de Vitteaux (km 24,1) 3e catégorie (2,0 km à 7,3 %) | Côte de Vitteaux (km 24,1) 3e catégorie (2,0 km à 7,3 %) | Côte de Vitteaux (km 24,1) 3e catégorie (2,0 km à 7,3 %) |
| -------------------------------------------------------- | -------------------------------------------------------- | -------------------------------------------------------- | -------------------------------------------------------- | -------------------------------------------------------- |
|                                                          | Coureur                                                  | Pays                                                     | Équipe                                                   | Point(s)                                                 |
| 1er                                                      | Jonas Abrahamsen                                         | Norvège                                                  | Uno-X Mobility                                           | 2                                                        |
| 2e                                                       | Neilson Powless                                          | États-Unis                                               | EF Education-EasyPost                                    | 1                                                        |
| modifier                                                 |                                                          |                                                          |                                                          |                                                          |

| Côte de Villy-en-Auxois (km 32,5) 4e catégorie (2,4 km à 5,5 %) | Côte de Villy-en-Auxois (km 32,5) 4e catégorie (2,4 km à 5,5 %) | Côte de Villy-en-Auxois (km 32,5) 4e catégorie (2,4 km à 5,5 %) | Côte de Villy-en-Auxois (km 32,5) 4e catégorie (2,4 km à 5,5 %) | Côte de Villy-en-Auxois (km 32,5) 4e catégorie (2,4 km à 5,5 %) |
| --------------------------------------------------------------- | --------------------------------------------------------------- | --------------------------------------------------------------- | --------------------------------------------------------------- | --------------------------------------------------------------- |
|                                                                 | Coureur                                                         | Pays                                                            | Équipe                                                          | Point(s)                                                        |
| 1er                                                             | Jonas Abrahamsen                                                | Norvège                                                         | Uno-X Mobility                                                  | 1                                                               |
| modifier                                                        |                                                                 |                                                                 |                                                                 |                                                                 |

| Côte de Verrey-sous-Salmaise (km 38,8) 3e catégorie (2,9 km à 6,0 %) | Côte de Verrey-sous-Salmaise (km 38,8) 3e catégorie (2,9 km à 6,0 %) | Côte de Verrey-sous-Salmaise (km 38,8) 3e catégorie (2,9 km à 6,0 %) | Côte de Verrey-sous-Salmaise (km 38,8) 3e catégorie (2,9 km à 6,0 %) | Côte de Verrey-sous-Salmaise (km 38,8) 3e catégorie (2,9 km à 6,0 %) |
| -------------------------------------------------------------------- | -------------------------------------------------------------------- | -------------------------------------------------------------------- | -------------------------------------------------------------------- | -------------------------------------------------------------------- |
|                                                                      | Coureur                                                              | Pays                                                                 | Équipe                                                               | Point(s)                                                             |
| 1er                                                                  | Jonas Abrahamsen                                                     | Norvège                                                              | Uno-X Mobility                                                       | 2                                                                    |
| 2e                                                                   | Jordan Jegat                                                         | France                                                               | TotalEnergies                                                        | 1                                                                    |
| modifier                                                             |                                                                      |                                                                      |                                                                      |                                                                      |

| Côte de Santenoge (km 96,7) 4e catégorie (1,1 km à 8,1 %) | Côte de Santenoge (km 96,7) 4e catégorie (1,1 km à 8,1 %) | Côte de Santenoge (km 96,7) 4e catégorie (1,1 km à 8,1 %) | Côte de Santenoge (km 96,7) 4e catégorie (1,1 km à 8,1 %) | Côte de Santenoge (km 96,7) 4e catégorie (1,1 km à 8,1 %) |
| --------------------------------------------------------- | --------------------------------------------------------- | --------------------------------------------------------- | --------------------------------------------------------- | --------------------------------------------------------- |
|                                                           | Coureur                                                   | Pays                                                      | Équipe                                                    | Point(s)                                                  |
| 1er                                                       | Jonas Abrahamsen                                          | Norvège                                                   | Uno-X Mobility                                            | 1                                                         |
| modifier                                                  |                                                           |                                                           |                                                           |                                                           |

| \| Côte de Giey-sur-Aujon (km 122,4) 4e catégorie (1,2 km à 8,4 %) \| Côte de Giey-sur-Aujon (km 122,4) 4e catégorie (1,2 km à 8,4 %) \| Côte de Giey-sur-Aujon (km 122,4) 4e catégorie (1,2 km à 8,4 %) \| Côte de Giey-sur-Aujon (km 122,4) 4e catégorie (1,2 km à 8,4 %) \| Côte de Giey-sur-Aujon (km 122,4) 4e catégorie (1,2 km à 8,4 %) \| \| --------------------------------------------------------------- \| --------------------------------------------------------------- \| --------------------------------------------------------------- \| --------------------------------------------------------------- \| --------------------------------------------------------------- \| \| \| Coureur \| Pays \| Équipe \| Point(s) \| \| 1er \| Jonas Abrahamsen \| Norvège \| Uno-X Mobility \| 1 \| \| modifier \| \| \| \| \| |                  |         |                |          |
| Côte de Giey-sur-Aujon (km 122,4) 4e catégorie (1,2 km à 8,4 %) |                  |         |                |          |
| | Coureur          | Pays    | Équipe         | Point(s) |
| 1er | Jonas Abrahamsen | Norvège | Uno-X Mobility | 1        |
| modifier |                  |         |                |          |

### Prix de la combativité
- Jonas Abrahamsen  (Uno-X Mobility)

## Classements à l'issue de l'étape
Cette section présente le classement général et les différents classements annexes à l'issue de l'étape.

### Classement général
| Classement général | Classement général | Classement général | Classement général      | Classement général  |
|                    | Coureur            | Pays               | Équipe                  | Temps               |
| ------------------ | ------------------ | ------------------ | ----------------------- | ------------------- |
| 1er                | Tadej Pogačar      | Slovénie           | UAE Team Emirates       | en 31 h 21 min 13 s |
| 2e                 | Remco Evenepoel    | Belgique           | Soudal Quick-Step       | + 33 s              |
| 3e                 | Jonas Vingegaard   | Danemark           | Team Visma-Lease a Bike | + 1 min 15 s        |
| 4e                 | Primož Roglič      | Slovénie           | Red Bull-Bora-Hansgrohe | + 1 min 36 s        |
| 5e                 | Juan Ayuso         | Espagne            | UAE Team Emirates       | + 2 min 16 s        |
| 6e                 | João Almeida       | Portugal           | UAE Team Emirates       | + 2 min 17 s        |
| 7e                 | Carlos Rodríguez   | Espagne            | Ineos Grenadiers        | + 2 min 31 s        |
| 8e                 | Mikel Landa        | Espagne            | Soudal Quick-Step       | + 3 min 35 s        |
| 9e                 | Matteo Jorgenson   | États-Unis         | Team Visma-Lease a Bike | + 4 min 3 s         |
| 10e                | Aleksandr Vlasov   | Bannière neutre    | Red Bull-Bora-Hansgrohe | + 4 min 36 s        |
| modifier           |                    |                    |                         |                     |

| Classement par points | Classement par points | Classement par points | Classement par points | Classement par points |
| --------------------- | --------------------- | --------------------- | --------------------- | --------------------- |
|                       | Coureur               | Pays                  | Équipe                | Point(s)              |
| 1er                   | Biniam Girmay         | Érythrée              | Intermarché-Wanty     | 216 points            |
| 2e                    | Jasper Philipsen      | Belgique              | Alpecin-Deceuninck    | 128 pts               |
| 3e                    | Jonas Abrahamsen      | Norvège               | Uno-X Mobility        | 107 pts               |
| 4e                    | Arnaud De Lie         | Belgique              | Lotto Dstny           | 92 pts                |
| 5e                    | Bryan Coquard         | France                | Cofidis               | 86 pts                |
| 6e                    | Arnaud Démare         | France                | Arkéa-B&B Hotels      | 73 pts                |
| 7e                    | Fernando Gaviria      | Colombie              | Movistar Team         | 73 pts                |
| 8e                    | Dylan Groenewegen     | Pays-Bas              | Team Jayco AlUla      | 71 pts                |
| 9e                    | Kévin Vauquelin       | France                | Arkéa-B&B Hotels      | 70 pts                |
| 10e                   | Tadej Pogačar         | Slovénie              | UAE Team Emirates     | 63 pts                |
| modifier              |                       |                       |                       |                       |

| Classement du meilleur grimpeur | Classement du meilleur grimpeur | Classement du meilleur grimpeur | Classement du meilleur grimpeur | Classement du meilleur grimpeur |
| ------------------------------- | ------------------------------- | ------------------------------- | ------------------------------- | ------------------------------- |
|                                 | Coureur                         | Pays                            | Équipe                          | Point(s)                        |
| 1er                             | Jonas Abrahamsen                | Norvège                         | Uno-X Mobility                  | 33 points                       |
| 2e                              | Tadej Pogačar                   | Slovénie                        | UAE Team Emirates               | 20 pts                          |
| 3e                              | Valentin Madouas                | France                          | Groupama-FDJ                    | 16 pts                          |
| 4e                              | Jonas Vingegaard                | Danemark                        | Team Visma-Lease a Bike         | 15 pts                          |
| 5e                              | Remco Evenepoel                 | Belgique                        | Soudal Quick-Step               | 12 pts                          |
| 6e                              | Stephen Williams                | Royaume-Uni                     | Israel-Premier Tech             | 10 pts                          |
| 7e                              | Carlos Rodríguez                | Espagne                         | Ineos Grenadiers                | 10 pts                          |
| 8e                              | Frank van den Broek             | Pays-Bas                        | Team dsm-firmenich PostNL       | 9 pts                           |
| 9e                              | Ion Izagirre                    | Espagne                         | Cofidis                         | 8 pts                           |
| 10e                             | Juan Ayuso                      | Espagne                         | UAE Team Emirates               | 8 pts                           |
| modifier                        |                                 |                                 |                                 |                                 |

| Classement général du meilleur jeune | Classement général du meilleur jeune | Classement général du meilleur jeune | Classement général du meilleur jeune | Classement général du meilleur jeune |
|                                      | Coureur                              | Pays                                 | Équipe                               | Temps                                |
| ------------------------------------ | ------------------------------------ | ------------------------------------ | ------------------------------------ | ------------------------------------ |
| 1er                                  | Remco Evenepoel                      | Belgique                             | Soudal Quick-Step                    | en 31 h 21 min 46 s                  |
| 2e                                   | Juan Ayuso                           | Espagne                              | UAE Team Emirates                    | + 1 min 43 s                         |
| 3e                                   | Carlos Rodríguez                     | Espagne                              | Ineos Grenadiers                     | + 1 min 58 s                         |
| 4e                                   | Matteo Jorgenson                     | États-Unis                           | Team Visma-Lease a Bike              | + 3 min 30 s                         |
| 5e                                   | Santiago Buitrago                    | Colombie                             | Bahrain Victorious                   | + 5 min 20 s                         |
| 6e                                   | Ilan Van Wilder                      | Belgique                             | Soudal Quick-Step                    | + 6 min 10 s                         |
| 7e                                   | Ben Healy                            | Irlande                              | EF Education-EasyPost                | + 8 min 26 s                         |
| 8e                                   | Javier Romo                          | Espagne                              | Movistar Team                        | + 12 min 40 s                        |
| 9e                                   | Tom Pidcock                          | Royaume-Uni                          | Ineos Grenadiers                     | + 18 min 0 s                         |
| 10e                                  | Maxim Van Gils                       | Belgique                             | Lotto Dstny                          | + 20 min 54 s                        |
| modifier                             |                                      |                                      |                                      |                                      |

| Classement par équipes | Classement par équipes    | Classement par équipes | Classement par équipes |
|                        | Équipe                    | Pays                   | Temps                  |
| ---------------------- | ------------------------- | ---------------------- | ---------------------- |
| 1re                    | UAE Team Emirates         | Émirats arabes unis    | en 94 h 8 min 34 s     |
| 2e                     | Soudal Quick-Step         | Belgique               | + 6 min 4 s            |
| 3e                     | Red Bull-Bora-Hansgrohe   | Allemagne              | + 7 min 41 s           |
| 4e                     | Ineos Grenadiers          | Royaume-Uni            | + 8 min 31 s           |
| 5e                     | Bahrain Victorious        | Bahreïn                | + 14 min 33 s          |
| 6e                     | Movistar Team             | Espagne                | + 16 min 1 s           |
| 7e                     | Team Visma-Lease a Bike   | Pays-Bas               | + 18 min 34 s          |
| 8e                     | EF Education-EasyPost     | États-Unis             | + 25 min 53 s          |
| 9e                     | Lidl-Trek                 | États-Unis             | + 34 min 32 s          |
| 10e                    | Team dsm-firmenich PostNL | Pays-Bas               | + 43 min 44 s          |
| modifier               |                           |                        |                        |

## Abandons
Un coureur a abandonné : 
- Mads Pedersen (Lidl-Trek) : non partant[5]